# Tomás de Lencastre, Duque de Clarence
Tomás de Lencastre, 1. º Duque de Clarence, OJ (Londres, 1387 – Anjou, 22 de março de 1421), também conhecido como Tomás Plantageneta, foi o segundo filho de Henrique IV de Inglaterra e de sua primeira esposa, Maria de Bohun. Foi conselheiro do seu pai e, após a sua morte, do seu irmão, Henrique V.

## Origens
Especula-se que tenha nascido antes de 25 de novembro devido a uma nota de pagamento feita por seu pai a uma mulher descrita como sua babá. Algumas fontes afirmam que a sua data de nascimento tenha sido 29 de setembro de 1388, todavia, sandálias e roupas foram compradas por ele no início de 1388 e parece claro que ele nasceu antes do Natal de 1387. É provável que tenha nascido em Londres, mas algumas fontes defendem que nasceu no Castelo de Kenilworth.

## Casamento
Thomas casou com Lady Margarida Holland viúva do seu tio, João Beaufort, 1º conde de Somerset e filha de Tomás Holland, 2 º Conde de Kent em novembro ou dezembro de 1411. Nenhum filho nasceu desta união, embora Thomas tenha sido padrasto dos seis filhos de seu primeiro casamento. Ele tinha, no entanto, um filho natural, Sir João de Clarence, chamado de "bastardo de Clarence" que lutou ao lado de seu pai na França.

## Vida
Depois de o pai de Tomás ter ficado doente em 1411, o seu irmão mais velho, Henrique V, tornou-se chefe do conselho real. Surgiram conflitos entre o jovem Henrique e o seu pai quando o príncipe reuniu um grupo de apoiantes que favoreciam a sua política de declarar guerra à França. O príncipe foi expulso do conselho pelo seu pai depois de desafiar os desejos do rei ao persuadir o grupo a declarar guerra. Tomás ficou com o cargo de Henrique e concordou com a política de paz do pai.

### Carreira militar
Durante as guerras de seu irmão mais velho na França, Clarence lutou no Cerco de Rouen (Julho de 1418 – 19 de janeiro de 1419), onde comandou a força do cerco e na Batalha de Baugé em 22 de Março de 1421.
Depois de Henrique negociar o Tratado de Troyes, onde se tornou o herdeiro do trono francês, regressou a Inglaterra com a sua nova esposa, Catarina de Valois. O delfim deserdado, o futuro rei Carlos VII da França, não aceitou esta situação e organizou forças de resistência com a ajuda de um exército escocês liderado por John Stewart, conde de Buchan.

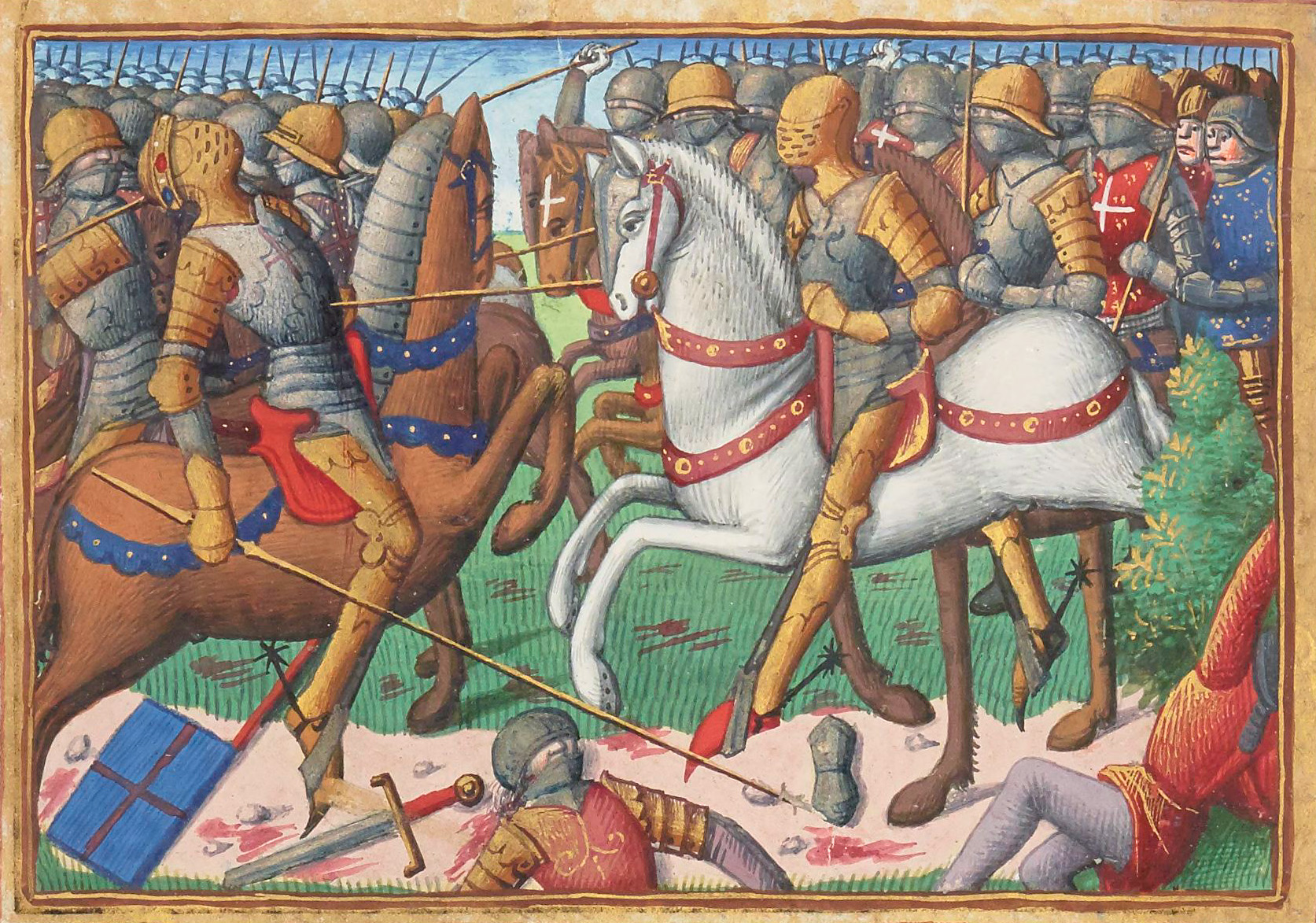
A Batalha de Baugé, de Les Vigiles de Charles VII

Seguindo instruções do rei, Tomás liderou quatro mil homens em ataques ao longo de Anjou e Maine. Ele não encontrou grande resistência e na Sexta-feira Santa de 1421, a 21 de março, o exército francês estava acampado perto da vila de Vieil-Baugé. O exército franco-escocês, composto por cerca de cinco mil homens, também chegou à zona de Viell-Baugé para impedir o avanço do exército inglês. Este exército era comandado pelo Conde de Buchan e pelo novo condestável da França, Sieur de Lafayette. Nesta altura, as forças inglesas encontravam-se espalhadas e muitos dos arqueiros ingleses, essenciais na guerra, tinham partido em busca de mantimentos. No Sábado Santo, um destes grupos de arqueiros capturou um homem-de-armas escocês e levaram-no a Tomás. Tomás estava ansioso por atacar o inimigo, mas tinha um problema: no dia seguinte era o Domingo de Páscoa, um dos dias mais santos do calendário cristão e iniciar uma batalha seria algo impensável. Adiar a batalha por dois dias também estava fora de questão. Segundo as crónicas de Walter Bower, ambos os comandantes concordaram com uma trégua temporária para celebrar a Páscoa, mas a batalha ocorreu nesse dia.
Talvez por ter subestimado o tamanho do exército franco-escocês, Tomás decidiu lançar um ataque surpresa liderado pela cavalaria em vez dos arqueiros contra o inimigo. Tendo apenas 1500 homens disponíveis e praticamente sem arqueiros, Tomás atacou as linhas franco-escocesas. O choque levou a uma desorganização temporária dos franco-escoceses, mas Tomás e os seus cavaleiros foram derrotados rapidamente. Tomás foi derrubado do seu cavalo por um cavaleiro escocês, Sir John Carmichael e foi morto no chão por Sir Alexander Buchanan, provavelmente com uma maça.

## Enterro
O filho de Tomás, João, acompanhou os restos mortais do pai desde Baugé até à Cantuária, onde foram enterrados. Henrique V concedeu terras na Irlanda a João e este foi enterrado na Catedral da Cantuária. A família nobre de Langlèe da França afirma que João é o seu primeiro ancestral.

## Títulos e estilos
- Duque de Clarence (9 de julho de 1412 – 22 de Março de 1421); extintos após a sua morte até a terceira criação dele em 1461.
- 1 º Conde de Aumale (9 de julho de 1412 – 22 de Março de 1421); extinto após sua morte

### Honras
- Cavaleiro, Ordem do Banho (12 de outubro de 1399 – 22 de março de 1421)

- Cavaleiro, Ordem da Jarreteira (1400 - 22 de Março de 1421)

#### Cargos Ocupados
- Lord High Steward de Inglaterra (1399–1421) - ele foi o último detentor deste cargo permanente, o mais alto na Inglaterra medieval.

- Chefe de Governo dar Irlanda (1401-1413)
- Lord High Admiral (1405-1406)
- Tenente da Aquitânia (1412-1413)
- Lord High Steward de Chester (1415)
- Condestável do Exército (1417)
- Tenente-General do Exército em França e na Normandia (1417 e 1421)

## Ancestralidade
|  |                                                        |  |  |  |  |  |  |  |  |  |  |  |  |  |  |  |
|  | 16. Eduardo II da Inglaterra                           |  |  |  |  |  |  |  |  |  |  |  |  |  |  |  |
|  |                                                        |  |  |  |  |  |  |  |  |  |  |  |  |  |  |  |
|  |                                                        |  |  |  |  |  |  |  |  |  |  |  |  |  |  |  |
|  | 8. Eduardo III de Inglaterra                           |  |  |  |  |  |  |  |  |  |  |  |  |  |  |  |
|  |                                                        |  |  |  |  |  |  |  |  |  |  |  |  |  |  |  |
|  |                                                        |  |  |  |  |  |  |  |  |  |  |  |  |  |  |  |
|  | 17. Isabel de França                                   |  |  |  |  |  |  |  |  |  |  |  |  |  |  |  |
|  |                                                        |  |  |  |  |  |  |  |  |  |  |  |  |  |  |  |
|  |                                                        |  |  |  |  |  |  |  |  |  |  |  |  |  |  |  |
|  | 4. João de Gante                                       |  |  |  |  |  |  |  |  |  |  |  |  |  |  |  |
|  |                                                        |  |  |  |  |  |  |  |  |  |  |  |  |  |  |  |
|  |                                                        |  |  |  |  |  |  |  |  |  |  |  |  |  |  |  |
|  | 18. Guilherme I, Conde de Hainaut                      |  |  |  |  |  |  |  |  |  |  |  |  |  |  |  |
|  |                                                        |  |  |  |  |  |  |  |  |  |  |  |  |  |  |  |
|  |                                                        |  |  |  |  |  |  |  |  |  |  |  |  |  |  |  |
|  | 9. Filipa de Hainault                                  |  |  |  |  |  |  |  |  |  |  |  |  |  |  |  |
|  |                                                        |  |  |  |  |  |  |  |  |  |  |  |  |  |  |  |
|  |                                                        |  |  |  |  |  |  |  |  |  |  |  |  |  |  |  |
|  | 19. Joana de Valois, Condessa de Hainaut               |  |  |  |  |  |  |  |  |  |  |  |  |  |  |  |
|  |                                                        |  |  |  |  |  |  |  |  |  |  |  |  |  |  |  |
|  |                                                        |  |  |  |  |  |  |  |  |  |  |  |  |  |  |  |
|  | 2. Henrique IV de Inglaterra                           |  |  |  |  |  |  |  |  |  |  |  |  |  |  |  |
|  |                                                        |  |  |  |  |  |  |  |  |  |  |  |  |  |  |  |
|  |                                                        |  |  |  |  |  |  |  |  |  |  |  |  |  |  |  |
|  | 20. Henrique Plantageneta, terceiro conde de Lencastre |  |  |  |  |  |  |  |  |  |  |  |  |  |  |  |
|  |                                                        |  |  |  |  |  |  |  |  |  |  |  |  |  |  |  |
|  |                                                        |  |  |  |  |  |  |  |  |  |  |  |  |  |  |  |
|  | 10. Henrique de Grosmont, 1.º Duque de Lencastre       |  |  |  |  |  |  |  |  |  |  |  |  |  |  |  |
|  |                                                        |  |  |  |  |  |  |  |  |  |  |  |  |  |  |  |
|  |                                                        |  |  |  |  |  |  |  |  |  |  |  |  |  |  |  |
|  | 21. Maud Chaworth                                      |  |  |  |  |  |  |  |  |  |  |  |  |  |  |  |
|  |                                                        |  |  |  |  |  |  |  |  |  |  |  |  |  |  |  |
|  |                                                        |  |  |  |  |  |  |  |  |  |  |  |  |  |  |  |
|  | 5. Branca de Lencastre                                 |  |  |  |  |  |  |  |  |  |  |  |  |  |  |  |
|  |                                                        |  |  |  |  |  |  |  |  |  |  |  |  |  |  |  |
|  |                                                        |  |  |  |  |  |  |  |  |  |  |  |  |  |  |  |
|  | 22. Henrique de Beaumont                               |  |  |  |  |  |  |  |  |  |  |  |  |  |  |  |
|  |                                                        |  |  |  |  |  |  |  |  |  |  |  |  |  |  |  |
|  |                                                        |  |  |  |  |  |  |  |  |  |  |  |  |  |  |  |
|  | 11. Isabel de Beaumont                                 |  |  |  |  |  |  |  |  |  |  |  |  |  |  |  |
|  |                                                        |  |  |  |  |  |  |  |  |  |  |  |  |  |  |  |
|  |                                                        |  |  |  |  |  |  |  |  |  |  |  |  |  |  |  |
|  | 23. Alice Comyn, Condessa de Buchan                    |  |  |  |  |  |  |  |  |  |  |  |  |  |  |  |
|  |                                                        |  |  |  |  |  |  |  |  |  |  |  |  |  |  |  |
|  |                                                        |  |  |  |  |  |  |  |  |  |  |  |  |  |  |  |
|  | 1. Tomás de Lencastre, 1. º Duque de Clarence          |  |  |  |  |  |  |  |  |  |  |  |  |  |  |  |
|  |                                                        |  |  |  |  |  |  |  |  |  |  |  |  |  |  |  |
|  |                                                        |  |  |  |  |  |  |  |  |  |  |  |  |  |  |  |
|  | 24. Humphrey de Bohun, 4 º Conde de Hereford           |  |  |  |  |  |  |  |  |  |  |  |  |  |  |  |
|  |                                                        |  |  |  |  |  |  |  |  |  |  |  |  |  |  |  |
|  |                                                        |  |  |  |  |  |  |  |  |  |  |  |  |  |  |  |
|  | 12. William de Bohun, 1.º Conde de Northampton         |  |  |  |  |  |  |  |  |  |  |  |  |  |  |  |
|  |                                                        |  |  |  |  |  |  |  |  |  |  |  |  |  |  |  |
|  |                                                        |  |  |  |  |  |  |  |  |  |  |  |  |  |  |  |
|  | 25. Isabel de Rhuddlan                                 |  |  |  |  |  |  |  |  |  |  |  |  |  |  |  |
|  |                                                        |  |  |  |  |  |  |  |  |  |  |  |  |  |  |  |
|  |                                                        |  |  |  |  |  |  |  |  |  |  |  |  |  |  |  |
|  | 6. Humphrey de Bohun, 7º Conde de Hereford             |  |  |  |  |  |  |  |  |  |  |  |  |  |  |  |
|  |                                                        |  |  |  |  |  |  |  |  |  |  |  |  |  |  |  |
|  |                                                        |  |  |  |  |  |  |  |  |  |  |  |  |  |  |  |
|  | 26. Bartolomeu de Badlesmere, 1 º Barão Badlesmere     |  |  |  |  |  |  |  |  |  |  |  |  |  |  |  |
|  |                                                        |  |  |  |  |  |  |  |  |  |  |  |  |  |  |  |
|  |                                                        |  |  |  |  |  |  |  |  |  |  |  |  |  |  |  |
|  | 13. Elizabeth de Badlesmere                            |  |  |  |  |  |  |  |  |  |  |  |  |  |  |  |
|  |                                                        |  |  |  |  |  |  |  |  |  |  |  |  |  |  |  |
|  |                                                        |  |  |  |  |  |  |  |  |  |  |  |  |  |  |  |
|  | 27. Margaret de Clare                                  |  |  |  |  |  |  |  |  |  |  |  |  |  |  |  |
|  |                                                        |  |  |  |  |  |  |  |  |  |  |  |  |  |  |  |
|  |                                                        |  |  |  |  |  |  |  |  |  |  |  |  |  |  |  |
|  | 3. Maria de Bohun                                      |  |  |  |  |  |  |  |  |  |  |  |  |  |  |  |
|  |                                                        |  |  |  |  |  |  |  |  |  |  |  |  |  |  |  |
|  |                                                        |  |  |  |  |  |  |  |  |  |  |  |  |  |  |  |
|  | 28. Edmundo Fitzalan, 2.º Conde de Arundel             |  |  |  |  |  |  |  |  |  |  |  |  |  |  |  |
|  |                                                        |  |  |  |  |  |  |  |  |  |  |  |  |  |  |  |
|  |                                                        |  |  |  |  |  |  |  |  |  |  |  |  |  |  |  |
|  | 14. Ricardo Fitzalan, 3.º Conde de Arundel             |  |  |  |  |  |  |  |  |  |  |  |  |  |  |  |
|  |                                                        |  |  |  |  |  |  |  |  |  |  |  |  |  |  |  |
|  |                                                        |  |  |  |  |  |  |  |  |  |  |  |  |  |  |  |
|  | 29. Alice de Warenne                                   |  |  |  |  |  |  |  |  |  |  |  |  |  |  |  |
|  |                                                        |  |  |  |  |  |  |  |  |  |  |  |  |  |  |  |
|  |                                                        |  |  |  |  |  |  |  |  |  |  |  |  |  |  |  |
|  | 7. Joana de Bohun, Condessa de Hereford                |  |  |  |  |  |  |  |  |  |  |  |  |  |  |  |
|  |                                                        |  |  |  |  |  |  |  |  |  |  |  |  |  |  |  |
|  |                                                        |  |  |  |  |  |  |  |  |  |  |  |  |  |  |  |
|  | 30. Henrique Plantageneta, 3.º Conde de Lencastre      |  |  |  |  |  |  |  |  |  |  |  |  |  |  |  |
|  |                                                        |  |  |  |  |  |  |  |  |  |  |  |  |  |  |  |
|  |                                                        |  |  |  |  |  |  |  |  |  |  |  |  |  |  |  |
|  | 15. Leonor de Lencastre                                |  |  |  |  |  |  |  |  |  |  |  |  |  |  |  |
|  |                                                        |  |  |  |  |  |  |  |  |  |  |  |  |  |  |  |
|  |                                                        |  |  |  |  |  |  |  |  |  |  |  |  |  |  |  |
|  | 31. Maud Chaworth                                      |  |  |  |  |  |  |  |  |  |  |  |  |  |  |  |
|  |                                                        |  |  |  |  |  |  |  |  |  |  |  |  |  |  |  |
|  |                                                        |  |  |  |  |  |  |  |  |  |  |  |  |  |  |  |